# Бульверія тонкодзьоба
Бульве́рія тонкодзьоба (Bulweria bulwerii) — вид буревісникоподібних птахів родини буревісникових (Procellariidae). Мешкає в Атлантичному, Індійському і Тихому океанах. Вид названий на честь англійського натураліста Джеймса Бульвера.

## Опис
Тонкодзьоба бульверія — невеликий морський птах, середня довжина якого становить 26-29 см, розмах крил 63-73 см, вага 75-139 г. Він має відносно невелику, округлу голову, довгі, тонкі крила і відносно довгий хвіст, який зазвичай є згорнутим, однак, коли птах його розгортає у формі віяла, що буває нечасто, то помітно, що він має клиноподібну форму. На відміну від інших буревісників, політ тонкодзьобої бульверії є повільним, граційним, в польоті цей птах летить низько над хвилями, тримаючи голову припіднятою, як голуб. Тонкодзьобі бульверії мають повністю темне, чорнувато-буре забарвлення, першорядні і другорядні верхні покривні пера крил світлі, формують зверху на крилах характерні чіткі світлі смуги. Перед линянням, коли пір'я птаха стираються, ці смуги стають слабо помітними. Нижня частина тіла дещо сірувата, нижня сторона крил темна. Очі карі, дзьоб чорний, короткий, відносно тонкий, перетинчасті лапи рожевувато-сірі, іноді з темними кінчиками пальців. Виду не притаманний статевий диморфізм. Забарвлення молодих птахів є подібне до забарвлення дорослих птахів, однак другорядні нижні покривні пера крил у них мають сріблясто-сірі краї, що формують на нижній стороні крил чіткі смуги.

## Поширення і екологія
Тонкодзьобі бульверії мають пантропічне поширення, зустрічаються в тропічних і субтропічних водах Атлантичного, Індійського і Тихого океанів. В Атлантиці вони гніздяться на островах Макаронезії, зокрема на острівці Віла-Франка, розташованому поблизу острова Сан-Мігел в Азорському архіпелазі., на островах Порту-Санту і Дезерташ в архіпелазі Мадейра, на островах Селваженш, Тенерифе, Лансароте, Гран-Канарія і, можливо, Фуертевентура в Канарському архіпелазі та на островах Расу і Сіма на Кабо-Верде. Після вимирання санта-геленської бульверії, тонкодзьобі бульверії заселили також острів Святої Єлени. В Індійському океані ці птахи гніздяться на острові Раунд-Айленд поблизу Маврикія в архіпелазі Маскаренських островів. В Тихому океані тонкодзьобі бульверії гніздяться на деяких островах Південнокитайського моря, на островах Огасавара в Японії, на Гавайських островах, на атолі Джонстон, на островах Фенікс у Кірибаті та на Маркізьких островах у Французькій Полінезії. Під час негніздового періоду бродячі птахи досягають берегів Північної Америки, Західної Європи, Австралії і Нової Зеландії.
Тонкодзьобі бульверії ведуть пелагічний спосіб життя, рідко наближуються до суходолу, за винятком гніздування. Живляться кальмарами і невеликими рибами, а також ракоподібними і планктоном. В морі зустрічаються поодинці, їжу шукають переважно вночі, виявляючи її за біолюмінісценцією. Можуть пірнати на глибину до 3 метрів.
Формують гніздові колонії на океанічних островах, гніздяться в норах і тріщинах серед скель. Дорослі птахи повертаються до місць гніздування в квітні-на початку травня. В травні-червні відкладається 1 білувате яйце розміром 42×30 мм, яке насиджують і самиці, і самці. Інкубаційний період триває 42-46 днів, пташенята вилуплюються в липні, а відлітають в море у вересні.

## Збереження
МСОП класифікує цей вид як такий, що не потребує особливих заходів зі збереження. За оцінками дослідників, світова популяція тонкодзьобих бульверій становить від 500 тисяч до 1 мільйона птахів, з яких в Атлантиці гніздиться менше 11 тисяч птахів, в Японії і Китаї 100-10000 гніздових пар, на Гаваях 75-103 тисячі гніздових пар. Тонкодзьобим бульверіям загрожує хижацтво з боку інтродукованих хижих ссавців, зокрема кішок і щурів.